# 2024 en Finlande
Chronologie de la Finlande
- 2020
- 2021
- 2022
- 2023
- 2024
- 2025
- 2026
- 2027
- 2028

Cette page concerne les évènements survenus en 2024 en Finlande :

## Évènements
- 28 janvier et 11 février : élection présidentielle, Alexander Stubb est élu.
- 2 avril : un enfant est tué et deux autres sont blessés lors d'une fusillade dans une école à Vantaa[1].
- 6-9 juin : élections européennes.

## Sport
- Championnat de Finlande de football 2024
- Championnat de Finlande de hockey sur glace 2023-2024

## Décès
- 5 mars : Stéphane Rosse, dessinateur de bande dessinée français mort en Finlande
- 3 avril : Kosti Kuronen, architecte
- 9 avril : Pentti Saaritsa, poète et traducteur
- 20 avril : 
  - Kaj Chydenius, compositeur
  - Pauli Siitonen, skieur de fond
- 9 octobre : Leif Segerstam, chef d'orchestre et compositeur
- 13 octobre : Janne Puhakka, joueur de hockey sur glace
- 4 décembre : Timo Vormala, architecte